# Paris-Roubaix 1905
La 10e édition de la course cycliste Paris-Roubaix a eu lieu le 23 avril 1905 et a été remportée par le Français Louis Trousselier. Il devient le premier coureur de l'histoire a réalisé le doublé Paris-Roubaix/Tour de France. L'épreuve comptait 268 kilomètres, 63 coureurs étaient engagés.

## Classement final
|    | Cycliste              | Équipe               | Temps             |
| -- | --------------------- | -------------------- | ----------------- |
| 1  | Louis Trousselier     | Peugeot              | 8 h 04 min 15 s   |
| 2  | René Pottier          | -                    | + 7 min 00 s      |
| 3  | Henri Cornet          | -                    | + 16 min 00 s     |
| 4  | Hippolyte Aucouturier | Peugeot              | + 23 min 00 s     |
| 5  | Édouard Wattelier     | Cycles JC            | + 48 min 00 s     |
| 6  | Claude Chapperon      | -                    | + 57 min 00 s     |
| 7  | Alois Catteau         | -                    | + 1 h 06 min 00 s |
| 8  | Paul Chavet           | -                    | + 1 h 12 min 00 s |
| 9  | Lazare Brault         | Véloce Club de Tours | + 1 h 20 min 00 s |
| 10 | Louis Colsaet         | -                    | + 1 h 20 min 01 s |